# Metallmärken
Metallmärken kan även vara märken av metall, till exempel för ringmärkning eller öronmärkning.
Metallmärken (Riodinidae) är en familj av fjärilar. Riodinidae ingår i överfamiljen äkta dagfjärilar, ordningen fjärilar, klassen egentliga insekter, fylumet leddjur och riket djur. Enligt Catalogue of Life omfattar familjen Riodinidae 2840 arter. 
Metallmärken placerades tidigare som en underfamilj (Riodiniae) till familjen juvelvingar, (Lycaenidae), men utgör sedan förändringen en egen familj Riodinidae. Den enda arten i Norden som tillhör denna familj är gullvivefjäril.

## Bildgalleri

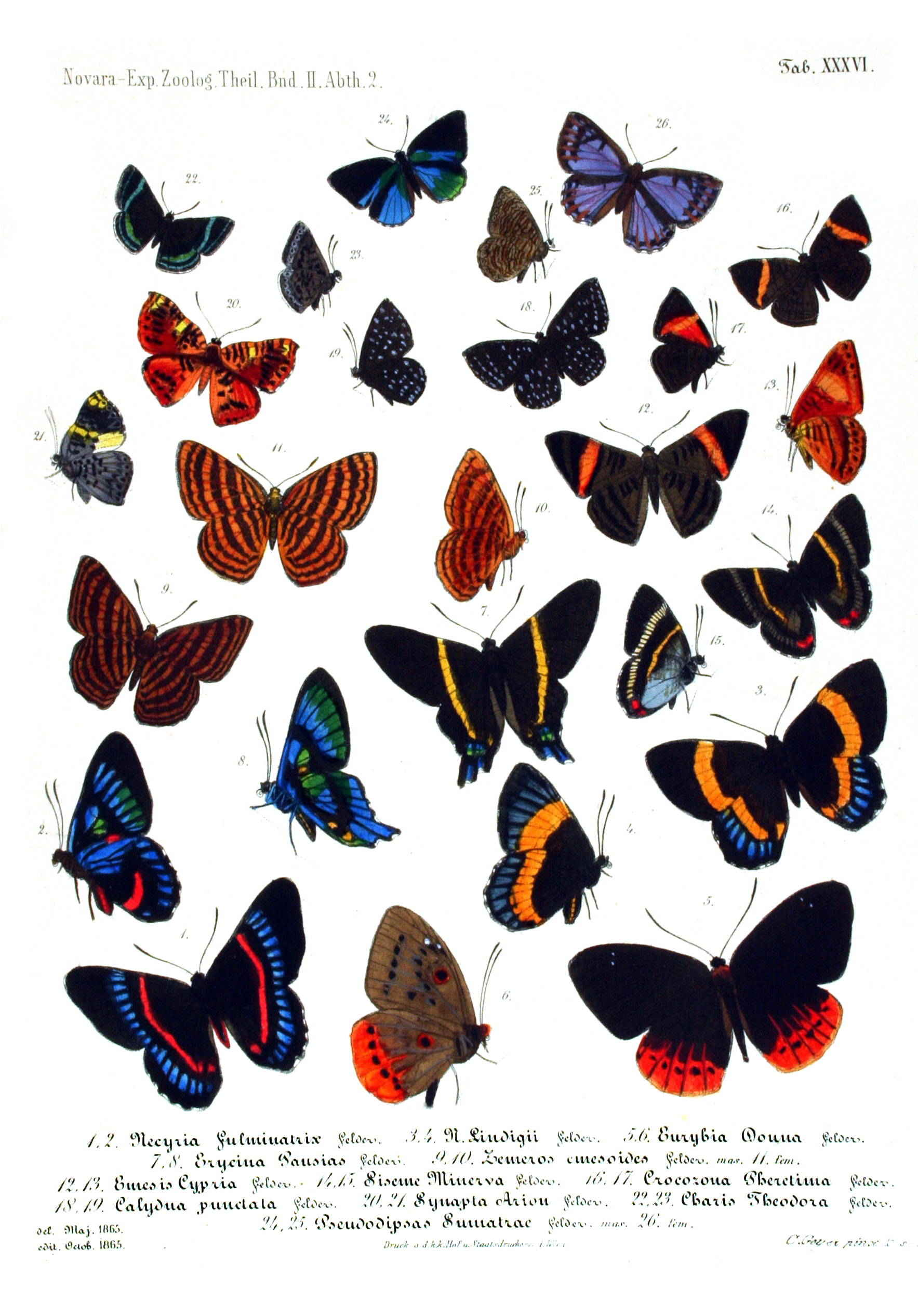

## Dottertaxa till Riodinidae, i alfabetisk ordning[2]
- Abisara
- Alesa
- Amarynthis
- Amphiselenis
- Anatole
- Ancyluris
- Anteros
- Apodemia
- Archigenes
- Argyrogrammana
- Aricoris
- Astraeodes
- Audre
- Baeotis
- Barbicornis
- Brachyglenis
- Calephelis
- Calliona
- Callistium
- Calociasma
- Calydna
- Caria
- Cariomothis
- Cartea
- Catocyclotis
- Chalodeta
- Chamaelimnas
- Charis
- Chimastrum
- Chorinea
- Colaciticus
- Comphotis
- Corrachia
- Cremna
- Crocozona
- Cyrenia
- Dianesia
- Dicallaneura
- Dinoplotis
- Diophtalma
- Dodona
- Dysmathia
- Echenais
- Eiseleia
- Ematurgina
- Emesis
- Esthemopsis
- Eucora
- Eunogyra
- Eurybia
- Euselasia
- Hades
- Hamearis
- Helicopis
- Hermathena
- Hyphilaria
- Imelda
- Ithomeis
- Ithomiola
- Joiceya
- Juditha
- Lasaia
- Laxita
- Lepricornis
- Leucochimona
- Lucillella
- Lycaenites
- Lymnas
- Lyropteryx
- Melanis
- Menander
- Mesene
- Mesenopsis
- Mesophthalma
- Mesosemia
- Metacharis
- Methone
- Mimocastnia
- Monethe
- Nahida
- Napaea
- Necyria
- Nelone
- Nirodia
- Notheme
- Nymphidium
- Nymula
- Orimba
- Ourocnemis
- Pachythone
- Panara
- Pandemos
- Paralaxita
- Paraphthonia
- Parcella
- Parnes
- Periplacis
- Perophthalma
- Petrocerus
- Phaenochitonia
- Pheles
- Polycaena
- Polystichtis
- Praetaxila
- Pseudopeplia
- Pterographium
- Rhetus
- Riodina
- Riodinella
- Rodinia
- Roeberella
- Saribia
- Semomesia
- Setabis
- Siseme
- Stiboges
- Stichelia
- Styx
- Symmachia
- Syrmatia
- Taxila
- Teratophthalma
- Themone
- Theope
- Thisbe
- Thysanota
- Uraneis
- Voltinia
- Xenandra
- Xynias
- Zabuella
- Zelotaea
- Zemeros